# Тарзан (мультфільм)
Тарзан (англ. Tarzan) — американський анімаційний пригодницький фільм 1999 року, створений Walt Disney Feature Animation і випущений Walt Disney Pictures. Базований на книзі про Тарзана від Едгара Райса Барроуза.
Фільм став останнім хітом перед «спадом» Діснею на початку 2000-х. Зібрав 448,191,819 доларів по всьому світу, що стало кращим результатом за його попередників (Геркулес 1997-го та Мулан 1998-го).

## Український дубляж
- Дмитро Сова — Тарзан
- Наталя Романько — Джейн
- Ніна Касторф — Кала
- Юрій Гребельник — Керчак
- Катерина Брайковська — Терк
- Олег Стальчук — Клейтон
- Максим Кондратюк — Портер

- - А також: Богдан Темченко, Андрій Гайдай, Софія Масаутова, Сергій Солопай, Олександр Бондаренко та інші.

Фільм дубльовано студією «Le Doyen» на замовлення «Disney Character Voices International» у 2012 році.
- Режисер дубляжу — Ольга Чернілевська
- Перекладач — Надія Бойван
- Переклад пісень — Роман Дяченко
- Музичний керівник — Тетяна Піроженко
- Диктор — Андрій Мостренко

Пісні:
 «Два Світи», «Два Світи. Реприза», «Два Світи. Фінальна», «Людинча», «Незнайомці, на мене схожі» виконує — Володимир Трач.
 «Ти в серці навік» виконують — Тетяна Піроженко і Володимир Трач.